# Daniel Stana
Ionel Daniel Stana (n. 2 decembrie 1982, Balș, România) este un fotbalist român retras din activitate, care evolua pe postul de mijlocaș ofensiv.